# 마텐 바이 인터라켄
마텐 바이 인터라켄(Matten bI 또는 간단히 Matten)은 스위스 베른주의 인터라켄-오버하슬리구에 있는 마을이자 시정촌이다.
마텐 bI는 23,300명의 주민이 있는 인터라켄 소규모 광역권에 속한다.(2014).

## 명칭 어원
마텐은 고대 독일어 matta- (‘초원’)로 거슬러 올라가는 고유 필드 이름이다.

## 역사

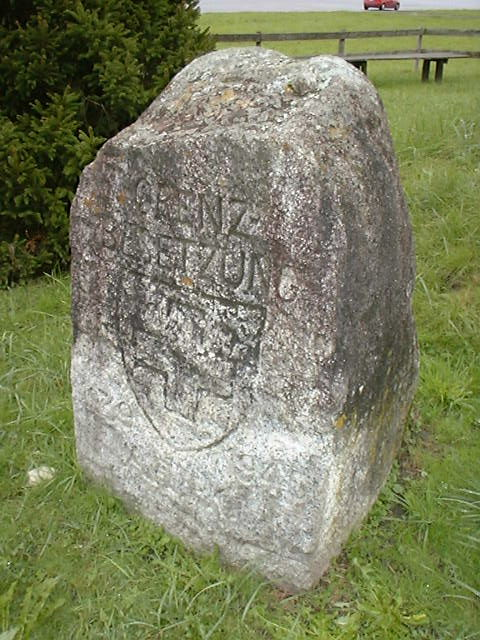
“1939-1945년 전선 방어”라고 새겨진 이 돌은 공군기지와 뤼치네강 사이에 있다.

마텐 바이 인터라켄은 1133년에 inter lacus Madon으로 처음 언급되었다.
이 지역에서 가장 오래된 정착의 흔적은 일부 로마 동전과 로마 도로의 파편이다. 중세 초기에는 묘지가 있었고, 아마도 그 지역에 마을이 있었을 것이다.
7세기에 알레만니족은 현대 도시 지역에 처음 정착하여 켈트족을 주변 계곡으로 밀어냈다. 1133년 11월 8일 신성로마제국 황제 로타르 3세가 보낸 편지에서 도시에 대한 최초의 문서화된 언급이 inter lacus Madon으로 기록되었다. 마텐의 많은 주민들이 외국 군인으로 복무한 것으로 알려져 있다.
1300년에서 1310년 사이에 인터라켄 수도원은 다른 지역 귀족들로부터 마을과 영지를 인수했다. 수도원은 약 2세기 동안 마을을 지켜왔다. 1528년, 베른시는 개신교 종교 개혁의 새로운 신앙을 채택하고, 그것을 베른고원에 강제하기 시작했다. 마텐은 다른 많은 마을과 수도원에 합류하여 새로운 신앙에 대한 반란에 실패했다. 베른이 오버란트에 유언장을 부여한 후 수도원을 세속화하고 수도원의 모든 땅을 합병했다. 마텐은 인터라켄의 베른 영지의 일부가 되었다.
장소의 역사에서 이정표는 1805년 최초의 운슈푼넨 축제였다. 1866년에 루겐브로이 양조장이 마을에 문을 열었다. 19세기 동안 베른고원에 대한 관광이 증가함에 따라 마텐은 이익을 얻었고 대형 호텔 융프라우블리크(1863년)과 마텐호프(1870년)가 건설되었다. 후자는 제2차 세계 대전에서 군 병원으로 사용되었다. 관광 산업은 1910년경에 절정에 이르렀다가 두 차례의 세계 대전과 대공황을 거치면서 쇠퇴하기 시작했다.
제2차 세계 대전 중에 지자체에 공군 기지가 건설되었다. 건설을 위해 시정촌의 남동쪽 부분의 많은 부분이 배수되었다. 오늘날에는 활주로 스트립이 있지만, 이 지역은 더 이상 군사 목적으로 사용되지 않으며, 지금은 소 방목장으로 사용된다. Country-und Trucker Festival 및 그린필드 축제와 같은 다른 대규모 이벤트도 넓은 평지를 활용한다. 에리히 폰 데니켄의 미스터리 공원도 이전 공군 기지에 건설되었다.

## 지리

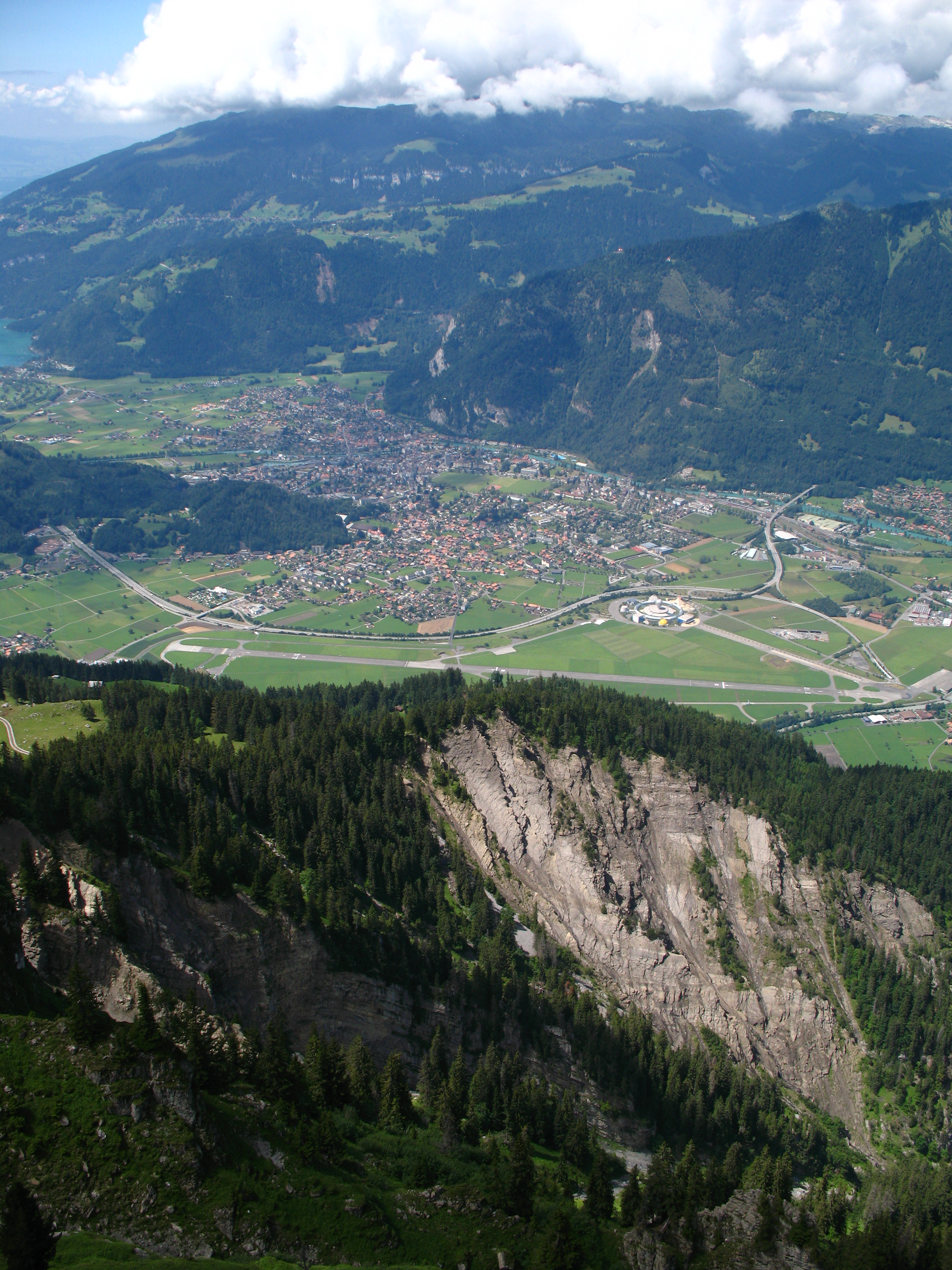
마텐 b.I.의 풍경, 전면에 Chli Chrugge, 인터라켄, 운터젠

마텐 바이 인터라켄의 면적은 5.91k㎡이다. 이 면적 중 1.26k㎡(21.4%)가 농업용으로 사용되는 반면 3.37k㎡ (57.1%)는 산림으로 사용된다. 나머지 토지 중 1.25k㎡(21.2%)가 정착(건물 또는 도로), 0.07k㎡(1.2%)가 강 또는 호수이고 0.02k㎡(0.3%)는 비생산적인 토지이다.
건축면적 중 공업용 건물이 전체 면적의 1.2%, 주택과 건물이 9.5%, 교통 기반 시설이 7.6%를 차지했다. 공원, 녹지대, 운동장이 2.2%를 차지했다. 숲이 우거진 토지 중 전체 토지의 55.9%는 숲이 우거져 있고 1.2%는 과수원이나 작은 나무 군락으로 덮여 있다. 농경지 중 2.0%는 작물 재배에 사용되며, 18.6%는 목초지이다. 시정촌의 모든 물은 흐르는 물이다.
마텐 바이 인터라켄은 알프스의 베르네제 오버란트, 뵈델리(툰호와 브리엔츠호 사이의 혀)에 있다. 서쪽에서 마텐은 아벤베르크 능선, 클라이넨 루겐 및 그로센 루겐의 산기슭에 접해 있다. 시정촌에는 엔더베르크의 마을과 지역이 포함된다.
마텐 바이 인터라켄은 8개의 인접한 지자체와 마찬가지로 그슈타이그빌러의 마을인 그슈타이그 바이 인터라켄 교회 교구에 속한다.
2009년 12월 31일에 시정촌의 이전 구인 인터라켄군이 해산되었다. 다음 날 2010년 1월 1일에 새로 설립된 인터라켄-오버하슬리구에 합류했다.

## 인구통계

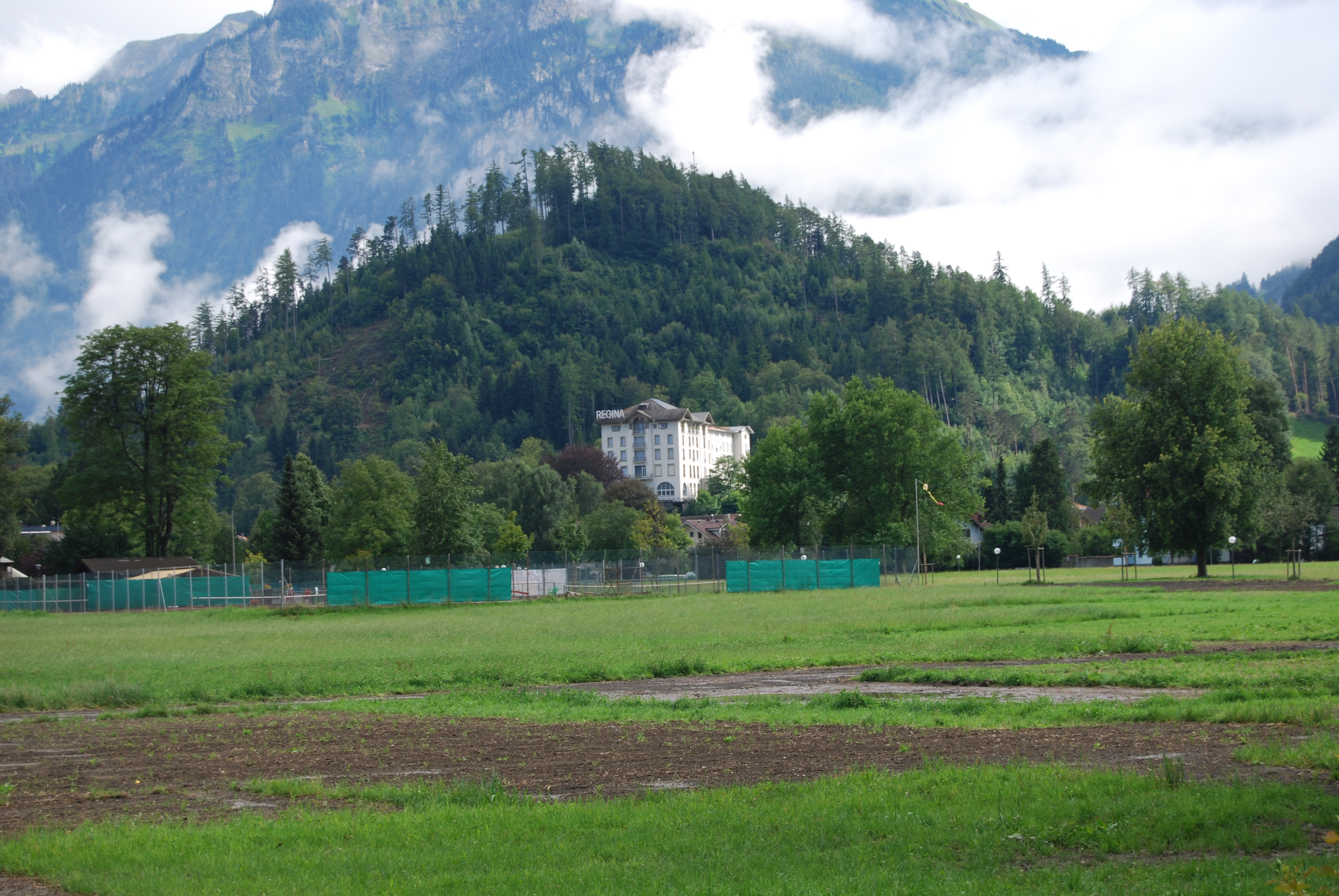
마텐의 호텔 레기나

2020년 12월 기준, 마텐 바이 인터라켄의 인구는 4,060명이다. 2010년 기준으로 인구의 15.4%가 거주 외국인이다. 2000년부터 2010년까지 지난 10년 동안 인구는 3.9%의 비율로 변화했다. 이민은 -2.5%, 출생 및 사망은 -1%를 차지했다.
2000년 기준, 인구 대부분인 3,315명(90.3%)이 독일어를 모국어로 사용하고, 이탈리아어가 84명(2.3%)으로 두 번째로 많이 사용하며, 세르보-크로아티아어가 51명(1.4%)으로 세 번째로 사용된다. 프랑스어를 할 줄 아는 32명과 로만슈어를 할 줄 아는 사람이 2명 있다.
2008년 기준으로 인구는 남성 48.1%, 여성 51.9%이다. 인구는 1,520명의 스위스 남성(인구의 40.2%)과 300명(7.9%)의 비스위스계 남성으로 구성되었다. 스위스 여성은 1,677명(44.4%), 비스위스계 여성은 284명(7.5%)이었다. 시정촌 인구 중 837명(약 22.8%)이 마텐 바이 인터라켄에서 태어나 2000년에 그곳에 살았다. 같은 주에서 태어난 1,676명(45.7%)이 있었고, 다른 곳에서 태어난 495명(13.5%)이 있었다. 스위스에서, 그리고 551 또는 15.0%가 스위스 밖에서 태어났다.
2010년 기준으로 아동·청소년(0~19세)이 18.7%, 성인(20~64세)이 63%, 노인(64세 이상)이 18.3%를 차지한다.
2000년 기준으로 시정촌에 미혼이거나, 독신인 사람은 1,550명이다. 기혼자는 1,681명, 미망인은 269명, 이혼한 사람은 171명이었다.
2000년 현재 1인 가구는 539가구, 5인 이상 가구는 77가구이다. 2000년에는 총 1,532채(전체의 89.7%)가 상설 임대되었고, 131채(7.7%)가 계절적 임대, 44채(2.6%)가 비어 있었다. 2010년 기준 신규주택 건설률은 인구 1,000명당 4.2세대이다. 2011년 시정촌 공실률은 0.21%였다.
역사적 인구는 다음 차트에 나와 있다.

## 정치
입법부는 시의회로 구성된다. 집행부는 7명으로 구성된 시의회이다. 동점일 경우 시장이 동점자가 된다. 모든 당국에는 추가 책임도 있다.
2011년 연방 선거에서 가장 인기 있는 정당은 31%의 득표율을 기록한 스위스인민당(SVP) 이었다. 다음으로 가장 인기 있는 3개 정당은 사회민주당(SP) (19.4%), 보수민주당(BDP) (17.9%), 자유당 (9.2%)이었다. 이번 연방 총선에서는 총 1,241표가 투표됐고, 투표율은 45.6%였다.
운터젠, 인터라켄, 마텐 시정촌이 서로 성장하면서 경제도 긴밀하게 연결되었다. 그들 모두에게 관광은 중요한 역할을 한다. 마텐에서 발머스 헤르베르게는 배낭여행자에게 잘 알려져 있다. 지자체 내에 위치한 텔 프라이리히트슈피엘레는 여름에 수천 명의 관광객을 끌어들인다. 미스터리 공원과 함께 마텐의 가장 유명한 관광 명소 중 하나이다.
공군 기지가 폐쇄되면서 마텐과 뵈델리 지역은 전체적으로 많은 가치 있는 일자리를 잃었다. 이 지역은 여전히 농업이 특징이지만 노동력의 4%만이 이 분야에 고용되어 있다.

## 경제

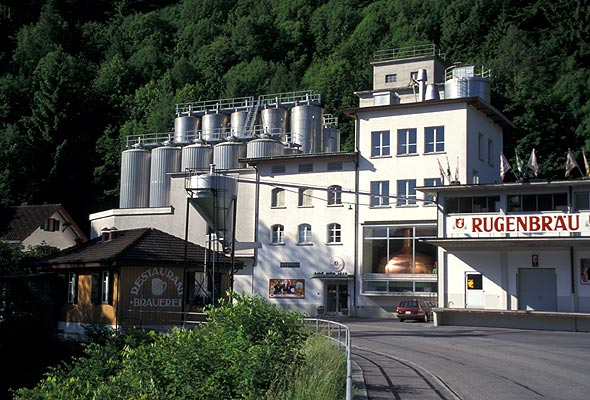
마텐의 루겐브로이 양조장

2011년 기준 마텐 바이 인터라켄의 실업률은 1.93%이다. 2008년 기준으로 시정촌에 고용된 사람은 총 1,026명이다. 이 중 1차 경제 부문에 32명이 고용되었고, 이 부문에 약 14개 기업이 참여했다. 165명이 2차 부문에 고용되었고, 이 부문에 23개의 기업이 있었다. 829명이 3차 부문에 고용되었으며, 이 부문에는 111개의 기업이 있다. 시정촌 주민은 1,960명으로 일정 정도 고용되었으며, 그중 여성이 전체 노동력의 45.8%를 차지했다.
2008년에는 총 829개의 정규직에 상응하는 일자리가 있었다. 1차 부문의 일자리 수는 16개였으며, 모두 농업에 있었다. 2차 부문의 일자리 수는 158개였으며, 그중 93개(58.9%)는 제조, 65개(41.1%)는 건설에 종사했다. 3차 부문의 일자리 수는 655개였다. 3차 부문에서; 205(31.3%)는 도소매 또는 자동차 수리업, 46개(7.0%)은 상품의 이동 및 보관, 116개(17.7%)은 호텔이나 레스토랑, 17개(2.6%)은 정보 산업이었다. 103개(15.7%)는 기술 전문가 또는 과학자, 44개(6.7%)는 교육, 52개(7.9%)는 의료 분야에 있었다.
2000년 기준으로 시정촌으로 출퇴근하는 근로자는 566명, 출퇴근 근로자는 1,531명이었다. 지방 자치 단체는 근로자의 순수출 지자체이며, 들어오는 1명당 약 2.7명의 근로자가 지자체를 떠나고 있다. 근로 인구의 10.9%가 대중교통을 이용하여 출퇴근하고, 40.6%가 자가용을 이용하였다.

## 주변 명소

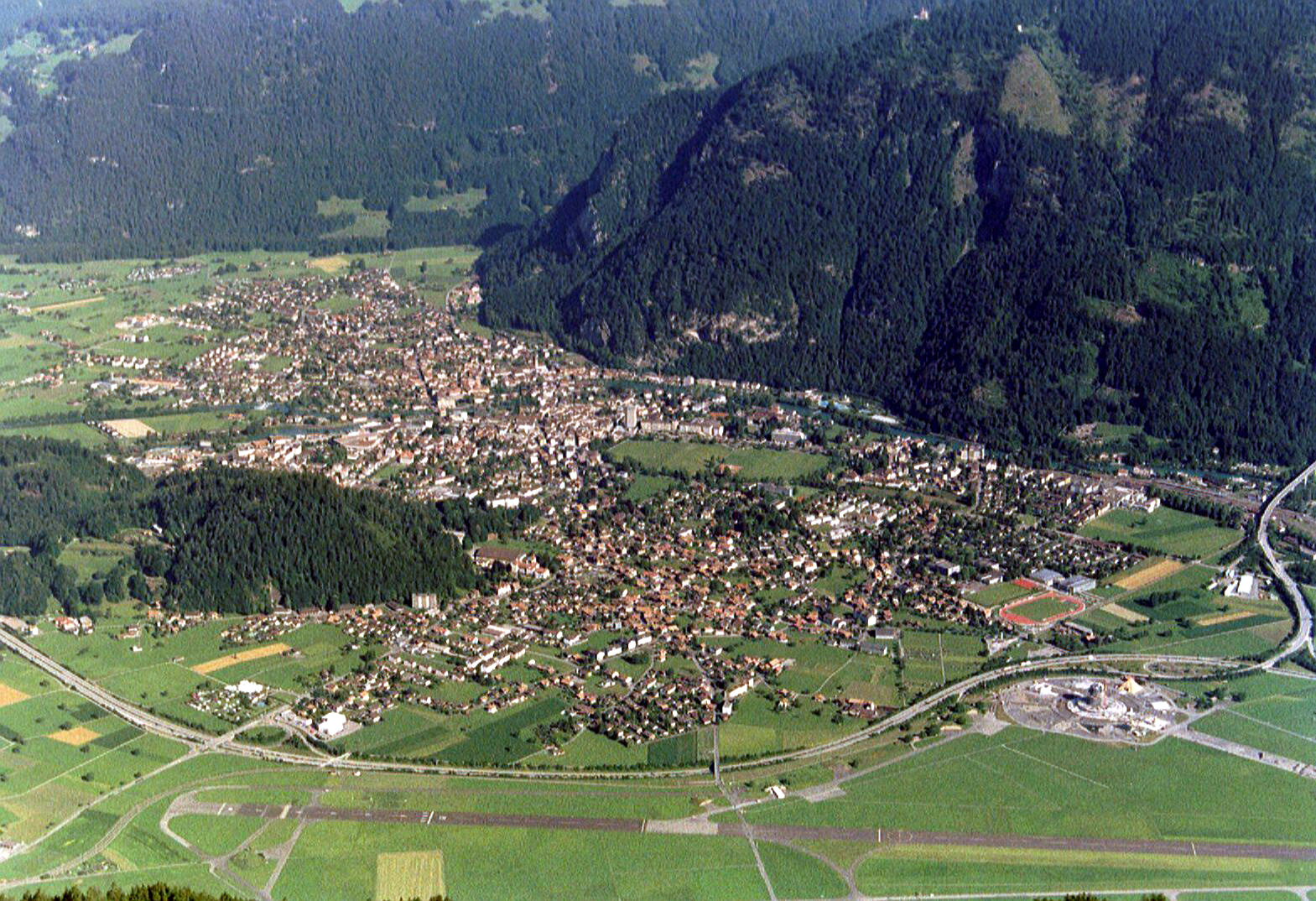
운터젠, 인터라켄, 마텐의 풍경

- 아이거, 묀히, 융프라우, 융프라우- 알레취 - 비취호른  유네스코 세계 문화 유산의 일부
- 툰호와 브리엔츠호
- 텔 프라이리히트슈피엘레
- 쿤슈타이스반
- 클라이넨 루겐으로 가는 순환 도로
- 쉬니게 플라테 철도를 통해 인터라켄과 주변 산의 경치를 감상할 수 있는 시니게 플라테
- 하르더반을 통해 하르더쿨름
- 미스터리 파크
- 그린필드 페스티벌
- 트럭 운전사와 컨트리 뮤직 페스티벌

## 종교
2000년 인구 조사에서 로마 가톨릭 신자는 565명(15.4%)이었고, 스위스 개혁 교회는 2,425명(66.1%) 이었다. 나머지 인구 중 정교회 교인이 36명 (0.98%), 크리스찬 가톨릭 교회 교인이 1명, 다른 기독교 교회에 속한 사람 367명(10.00%), 유대교가 3명(0.08%)이었고, 이슬람교는 110명(3.00%), 불교 8명, 힌두교 10명, 다른 교회에 속한 2인이 있었다. 194명(5.28%)이 교회에 속하지 않고, 불가지론자 또는 무신론자이며, 130명(3.54%)이 질문에 대답하지 않았다.

## 교육
마텐 바이 인터라켄에서는 인구의 약 1,626명(44.3%)이 필수가 아닌 고등 중등교육을 이수했으며, 339명(9.2%)이 추가 고등교육( 대학 또는 응용학문대학)을 마쳤다. 고등교육을 마친 339명 중 66.7%가 스위스 남성, 20.6%가 스위스 여성, 7.4%가 비스위스계 남성, 5.3%가 비스위스계 여성이었다.
베른주 학교 시스템은 1년의 의무 없는 유치원, 6년의 초등학교를 제공한다. 이후 3년 동안의 의무적 중학교 과정을 거쳐 학생들을 능력과 적성에 따라 구분한다. 중학교 이하 학생들은 추가 학교에 다니거나 견습생으로 들어갈 수 있다.
2010-11학년도 동안 마텐 바이 인터라켄의 수업에 총 348명의 학생이 참석했다. 시정촌에는 총 55명의 학생이 있는 3개의 유치원 수업이 있었다. 유치원생 중 16.4%는 스위스의 영주권 또는 임시 거주자(시민권 아님)였으며, 21.8%는 교실 언어와 다른 모국어를 사용한다. 지방 자치 단체에는 11개의 초등 학급과 187명의 학생이 있었다. 초등학생 중 16.6%는 스위스의 영주권 또는 임시 거주자(시민권 아님)였으며, 20.3%는 교실 언어와 다른 모국어를 사용한다. 같은 해에 총 106명의 학생이 있는 6개의 중등 학급이 있었다. 스위스의 영주권자 또는 임시 거주자(시민이 아님)가 14.2%이고 23.6%가 교실 언어와 다른 모국어를 사용한다.
2000년 기준으로 마텐 바이 인터라켄에는 다른 시정촌에서 온 학생이 24명, 시외 학교에 다니는 거주자는 133명이다.